# エクストロ
『エクストロ』（Xtro）は、1982年のイギリスのSFホラー映画。日本では劇場未公開である。

## ストーリー
サムと幼い息子のトニーが牧場で遊んでいる最中、突如閃光に包まれて突風が吹き荒れ、サムは連れ去られて行く。それから3年後、山中に光る飛行物体が降り立ち、四足歩行の奇怪な怪物が現われる。山道に出てきた怪物は乗用車と接触し、降りてきたドライバーの男とその恋人を殺害。 コテージで独り暮らしをしている若い女性を襲った怪物は、生殖器のような器官を伸ばし、女性の口の中に体液を注ぎ終えると身体が崩れて行く。失神していた女性が目覚めると、腹部は急激に妊婦のように膨らみ出し、膣を押し広げながらサムの頭部が出てくる。女性の股間を引き裂いて、成人男性の姿で産まれ出たサムは、先刻殺害した男性ドライバーの服と車を奪って去って行く。
サムがいなくなった後、妻のレイチェルは新しい恋人のジョーと、トニーの世話や家事手伝いをする若い女性のアナリスを迎えてロンドンのアパートに住んでいた。トニーの下校時に学校へ迎えに行ったサムはレイチェルに見つかり、今までどこに行っていたのか問い詰められるが、失踪中のことは覚えていないと話す。とりあえずサムはレイチェルたちと一緒に過ごすが、トニーと2人きりになった場で、その首筋に噛みついてトニーの身体に何かを注入した。サムから不思議な能力を与えられたトニーは、飼っていたペットの蛇を殺した下の階の住人を、巨大化させたG.I.ジョーの人形を使って殺害する。
サムとレイチェルが、かつて住んでいた牧場の旧家を訪れていた頃、サムのかくれんぼに付き合わされていたアナリスは、サムが操る等身大のピエロの玩具に襲われ、エイリアンの卵を産む胞に変えられてしまう。その頃、旧家の寝室でサムとレイチェルは激しいセックスを行なっていた。行為中にサムの身体は緑色の膿を出して皮膚が崩れ始め、苦しみながら屋外へ逃げて行く。ジョーの車に乗って牧場へ向かうトニーは、エイリアン化が進む父に連れられて光る飛行物体が待つ丘へ行く。ジョーは奇怪なエイリアンとなったサムの凄まじい叫び声で両耳から出血して死亡。サムとトニーの親子は完全な異星人に変身して光の中に消えて行った。呆然自失で自宅に戻ったレイチェルが見たものは、冷蔵庫の中に遺された大量のエイリアンの卵だった。そのひとつを拾うと中身が弾け、レイチェルは卵から産まれた生き物に殺されてしまった。

## キャスト
- サム・フィリップス - フィリップ・セイヤー（英語版）
- レイチェル・フィリップス - バーニス・ステガーズ（英語版）
- ジョー・ダニエルズ - ダニー・ブレイニン
- アナリス・メルシエ - マリアム・ダボ
- トニー・フィリップス - サイモン・ナッシュ（英語版）
- 医師 - ロバート・ファイフ（英語版）
- コテージの女性 - スージー・シルヴェイ（英語版）
- 四つ足の怪物 - ティム・ドライ（英語版）

## 製作
プロデューサーのマーク・フォーステイターは、ハリー・ブロムリー・ダヴェンポートがミシェル・ペリーと共同で書き上げた脚本を持ってきたことで『エクストロ』に参加することになった。フォーステイターは76年公開のダヴェンポートの監督デビュー作『Whispers of Fear』を鑑賞しており、とても感銘を受けたという。
フォーステイターは2人の脚本家ロバート・スミスとイアイン・キャシーを連れてきて、基本的なプロットはそのままに、さらに新しい要素を作品に採り入れた。冒頭に現れるクリーチャーは、ビジュアル・コンセプトデザインの段階で顔のない宇宙人を想定していたが、地面に背を向けた姿勢で両手両足を使って移動する四つ足のスーツが制作された。人間ではない奇妙な動きを出すために、『スター・ウォーズ ジェダイの帰還』で2体のクリーチャーを演じていたイギリスのパントマイムアーティスト、ティム・ドライを起用している。
なお、ダヴェンポートは1990年に『Xtro II: The Second Encounter』という映画を監督したが（日本では『エイリアン・ウォーズ』の邦題で徳間コミュニケーションズよりビデオ化）、『エクストロ』とは何の関連もないSFホラーである。

## 公開
映画評論家のアラン・ジョーンズ (映画評論家)は『シネファンタスティーク』の1982年7月号で、『エクストロ』は1982年後半にニュー・ライン・シネマの配給で公開される予定だと書いている。一方、ホラー映画専門誌『ファンゴリア』では、1983年2月公開と報じていた。
日本では1980年代のホラービデオ・バブル期に、劇場未公開のビデオスルー作品として、にっかつビデオフィルム株式会社よりVHSカセットで発売。2011年7月には株式会社スティングレイより、allcinemaセレクションのラインナップで国内初のDVD化を果たしている。